# 馬迪·塞賽
馬迪·塞賽是一位甘比亞記者，曾任甘比亞新聞聯合會主席，他因為新聞報導而遭到當局監禁和騷擾；據總部設在美國的保護記者委員會指出，馬迪·塞賽的報導對於當地的新聞自由是十分有力的支持——甘比亞的記者經常受到攻擊與監禁。

## 早期職涯
1996年至2006年期間，馬迪·塞賽曾在《甘比亞新聞報導》（Gambia News and Report）雜誌工作，一開始他擔任記者，後來升為該雜誌的副總編輯。2000年，塞賽因為涉及反對派甘比亞聯合民主黨的言論而遭當局逮捕。

## 甘比亞獨立報時期
2006年，馬迪·塞賽成為《甘比亞獨立報》的總經理；2006年3月28日，政府安全部隊突擊該報辦公室，逮捕工作人員並關閉該辦公室。據該報工作人員推測，事發原因應是出自於馬迪·塞賽對政變的評論，包括2006年政變未遂以及現任總統葉海亞·賈梅於1994年所發動的政變。
馬迪·塞賽和該報編輯穆薩·塞迪康（Musa Saidykhan）被甘比亞國家情報局處3週徒刑，不得交保。

## 國際聲援與得獎
國際特赦組織發起聲援活動，要求甘比亞政府立刻釋放兩人；無國界記者也呼籲該國政府予以釋放，並發表聲明表示，「儘管甘比亞曾做出承諾，但賈梅政府仍持續以殘酷鎮壓的方式，殘害我們早已習慣的自由。」
2006年4月20日，馬迪·塞賽和穆薩·塞迪康兩人在沒有任何解釋和交保金的情況下獲釋，但兩人所任職的甘比亞獨立報再也沒有復業。同年稍晚，馬迪·塞賽獲得保護記者委員會頒發的國際新聞自由獎，以表彰他面臨監禁與攻擊威脅時，仍捍衛新聞自由的勇氣。

## 後續工作
儘管經歷了入獄與獨立報的停刊，馬迪·塞賽表示仍要繼續記者工作，「即使外在環境越來越困難，使我們難以盡到記者的責任，但這份工作必須有人去做」。
後來他又創辦了《甘比亞每日新聞》（Daily News），這份報紙在2012年9月14日面臨同樣的命運：遭當局勒令停刊。塞賽表示，該報管理層多次向甘比亞國家情報局提出申請，要求當局說明原因，但始終未得到回覆。
9月17日，塞賽呼籲當局解除對獨立媒體的控制，並表示他將無視當局的命令，繼續創辦報刊。